# Parapsychologia

Litera psi jest w parapsychologii oznaczeniem wszystkich zjawisk paranormalnych

Parapsychologia (gr. παρα- – „przy”, „obok”, „poza czymś”) – dziedzina pseudonauki lub paranauki badająca rzekome zjawiska psychiczne, wywołane przez siły, zdające się posiadać charakter inteligentny lub przez nieznane moce utajone w umyśle ludzkim, która zajmuje się zjawiskami paranormalnymi.

## Podział
Parapsychologia bada 4 grupy zjawisk paranormalnych:
1. Jasnowidztwo – wiedza o zaginionych osobach, lub rzeczach.
2. Telepatia – bezpośrednie połączenie między dwoma umysłami.
3. Prekognicja – wiedza o tym co się jeszcze nie zdarzyło, której nie można wywieść z bieżącego stanu wiedzy
4. Telekineza (inaczej psychokineza) – poruszanie przedmiotów (lub inne oddziaływanie na świat fizyczny) wyłącznie siłą umysłu[2].

Jasnowidztwo, telepatię i prekognicję można określić ogólnie nazwą anomalna kognicja, natomiast wszystkie zjawiska paranormalne nazywane są anomalnymi zjawiskami mentalnymi. We współczesnej parapsychologii coraz częściej wyżej wymieniony podział zastępują słowa „Remote Viewing”. Obecnie również zanika granica pomiędzy anomalną kognicją a anomalną perturbacją, co jest spowodowane przez wyniki najnowszych eksperymentów.
W ujęciu prezentowanym przez Słownik psychologii (wydany w roku 2009)
parapsychologia zajmuje się badaniem procesów psi, które dzielą się na:
- postrzeganie pozazmysłowe (ESP – extra sensory perception), czyli postrzeganie, w którym nie biorą udziału znane zmysły
  - telepatia – porozumiewanie się, w którym nie biorą udziału znane zmysły
  - jasnowidzenie – spostrzeganie odległych zdarzeń lub przedmiotów, w którym nie biorą udziału znane zmysły
  - prekognicja (przedwiedza) – paranormalna zdolność poznawania przyszłych zdarzeń[4]
  - retrokognicja – paranormalna zdolność poznawania zdarzeń przeszłych
- psychokineza (PK), czyli psychiczne oddziaływanie na zjawiska przestrzenne

## Badania parapsychologiczne
Pierwszą instytucją badawczą w USA zajmującą się zjawiskiem parapsychologii (w ówczesnym jej znaczeniu) było ASPR (Amerykańskie Towarzystwo Badań Parapsychicznych) założone w 1885 roku. Termin parapsychologia został zdefinionwany w 1889 roku przez M. Dessoira, jako „niepoznany jeszcze obszar graniczny, oddzielający normalne procesy psychiczne od ich stanów patologicznych”. Jego obecna wersja upowszechniła się wraz z założeniem Laboratorium Parapsychologicznego na Uniwersytecie Duke’a w Durham, w Karolinie Północnej.

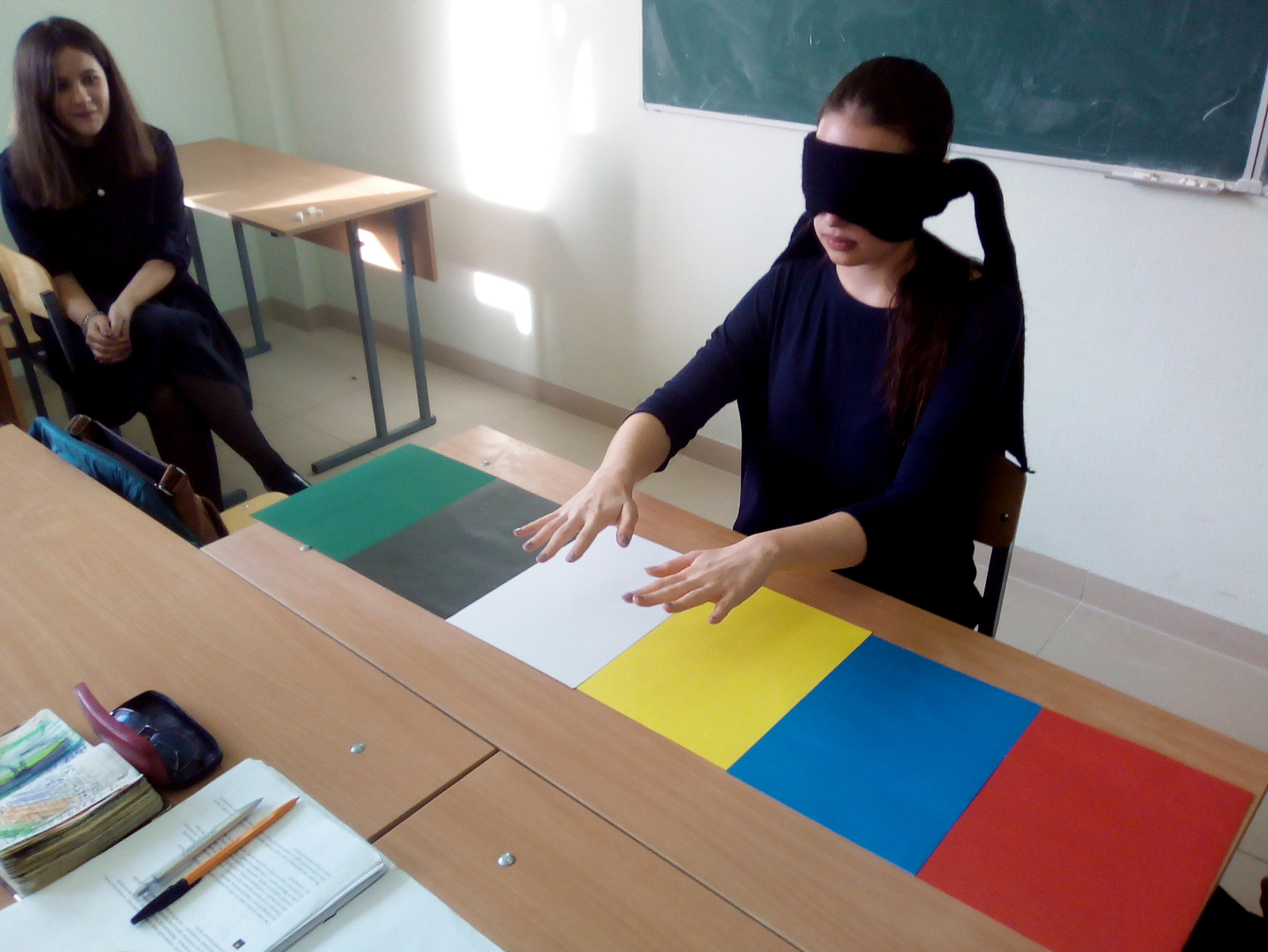
Badania parapsychologiczne z 2018 roku

W 1930 badania parapsychologiczne rozpoczęli J.B. Rhine i L. Rhine. Celem ich było wykazanie, że domniemane zdolności parapsychiczne: jasnowidzenie, telepatia, prekognicja, pirokineza, wzmocniona empatia, teleportacja i psychokineza, mogą być demonstrowane i badane w warunkach laboratoryjnych. Wyniki badań Rhine’ów zostały opublikowane w książce (ang.) Extra-Sensory Perception w 1934 roku. Wyniki tych badań zostały jednak zakwestionowane przez innych badaczy, ze względu na to, że eksperymenty Rhina nie były przeprowadzane w sposób uniemożliwiający dokonywanie oszustw i miały niewłaściwą metodologię.
W historii najnowszej do rozwoju współczesnej parapsychologii głównie przyczyniło się laboratorium Princeton Engineering Anomalies Research (istniejące w latach 1979–2007) oraz SRI International.

## Zakres parapsychologii
Parapsychologia zajmuje się tą sferą naszej psychiki i niecodziennymi zjawiskami z nią związanymi, które znajdują się obok zainteresowań tradycyjnie pojmowanej psychologii. Specyfika badanych przez parapsychologię zjawisk polega przede wszystkim na tym, że wymykają się one opisom naukowym. Współczesna nauka często kwestionuje ich istnienie ze względu na brak rzetelnych dowodów badań.
Oprócz pojęcia parapsychologia można napotkać również takie terminy jak: metapsychologia czy psychotronika. Określają one to samo zjawisko, ukazując nieco inne podejście do badanych domniemanych fenomenów. Metapsychologia to niemal archaiczne, rzadko używane w Polsce określenie. Przedrostek „meta” sugeruje, że źródła badanych zjawisk leżą poza naszą psychiką.
Parapsychologia często jest przedmiotem zainteresowania osób, które interesują się teoriami i praktykami okultystycznymi.

## Klasyfikacja parapsychologii
Przedmiotem sporów pozostaje istota parapsychologii – czy jest to pseudonauka, paranauka, czy może protonauka. Jej przeciwnicy uważają ją za pseudonaukę ze względu na to, że przeprowadzane przez parapsychologów testy na prawdziwość zjawisk paranormalnych są nierzetelne. Natomiast zwolennicy parapsychologii twierdzą, że wiele zjawisk paranormalnych występuje spontanicznie, nieregularnie, nie są powtarzalne, więc nie da się ich badać wedle reguł metody naukowej.
Od 1969 r. w USA istnieje Towarzystwo Parapsychologiczne. Współczesna parapsychologia (pretendująca do bycia nauką) najbliższa jest zainteresowaniom współczesnej psychologii transpersonalnej.

## Inne informacje
- Australijskie Towarzystwo Sceptyków ufundowało nagrodę w wysokości 100 000 dolarów każdemu, kto dostarczy wiarygodnych dowodów na istnienie jakiegokolwiek zjawiska parapsychologicznego, lub zgodzi się na poddanie wiarygodnym testom na własne zdolności tego rodzaju i zdolności te okażą się prawdziwe[8]. Nagroda nie została dotąd przyznana.

## Znani parapsychologowie
- Ingo Swann
- Julian Ochorowicz
- Lech Emfazy Stefański